# Церква святого Спасителя (Трофа)

## Галерея

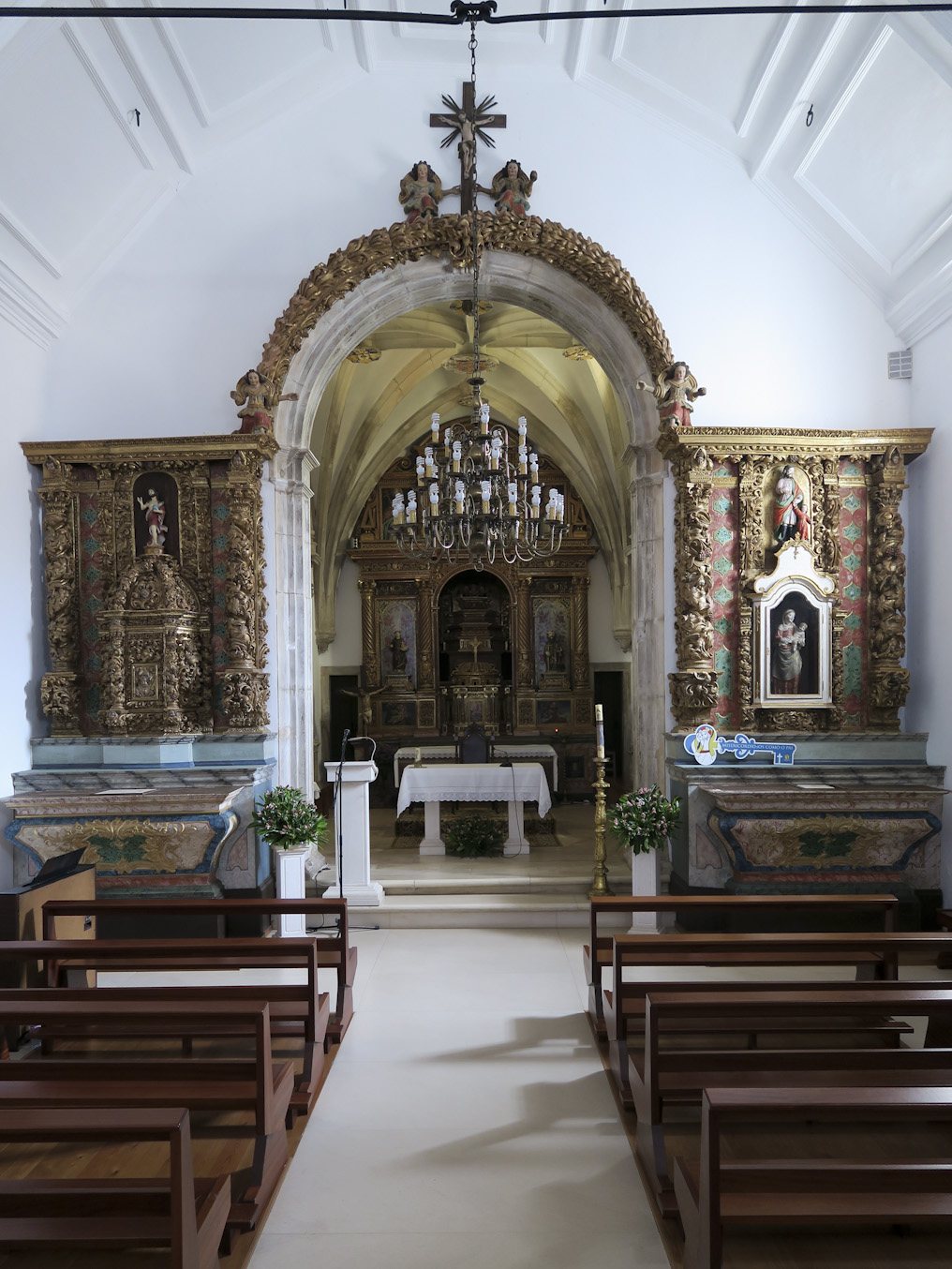
Вівтар
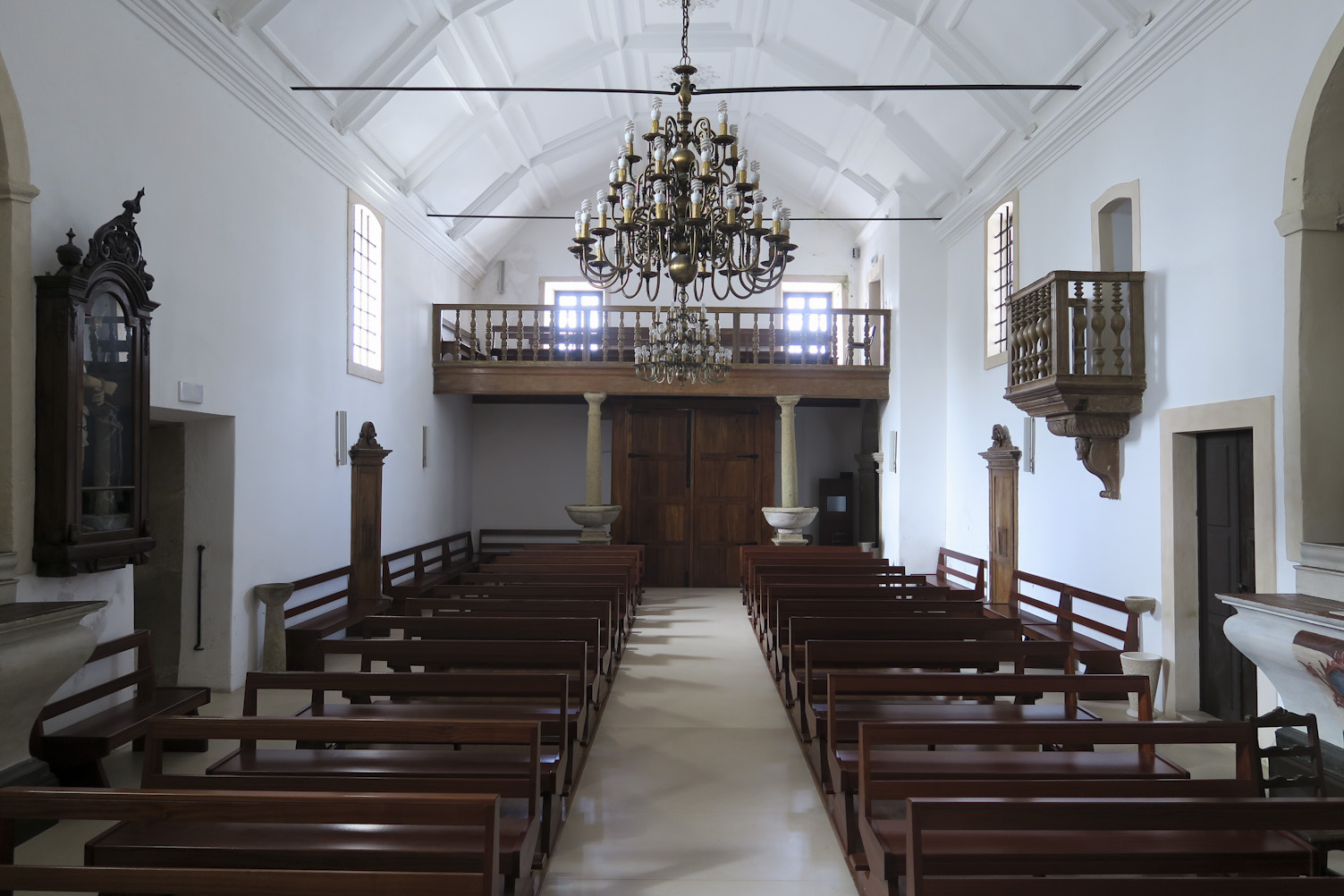
Інтер'єр
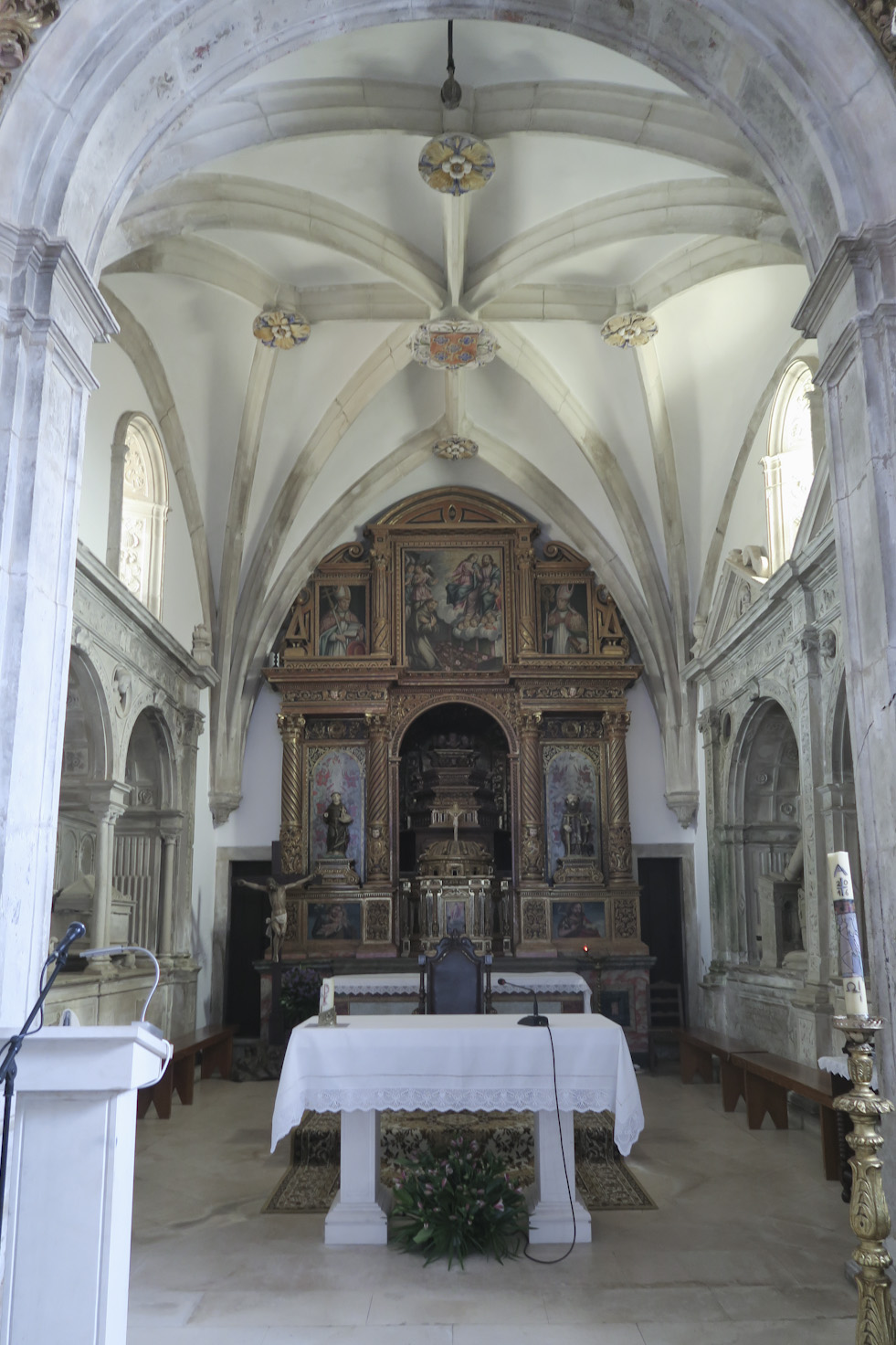
Головна каплиця
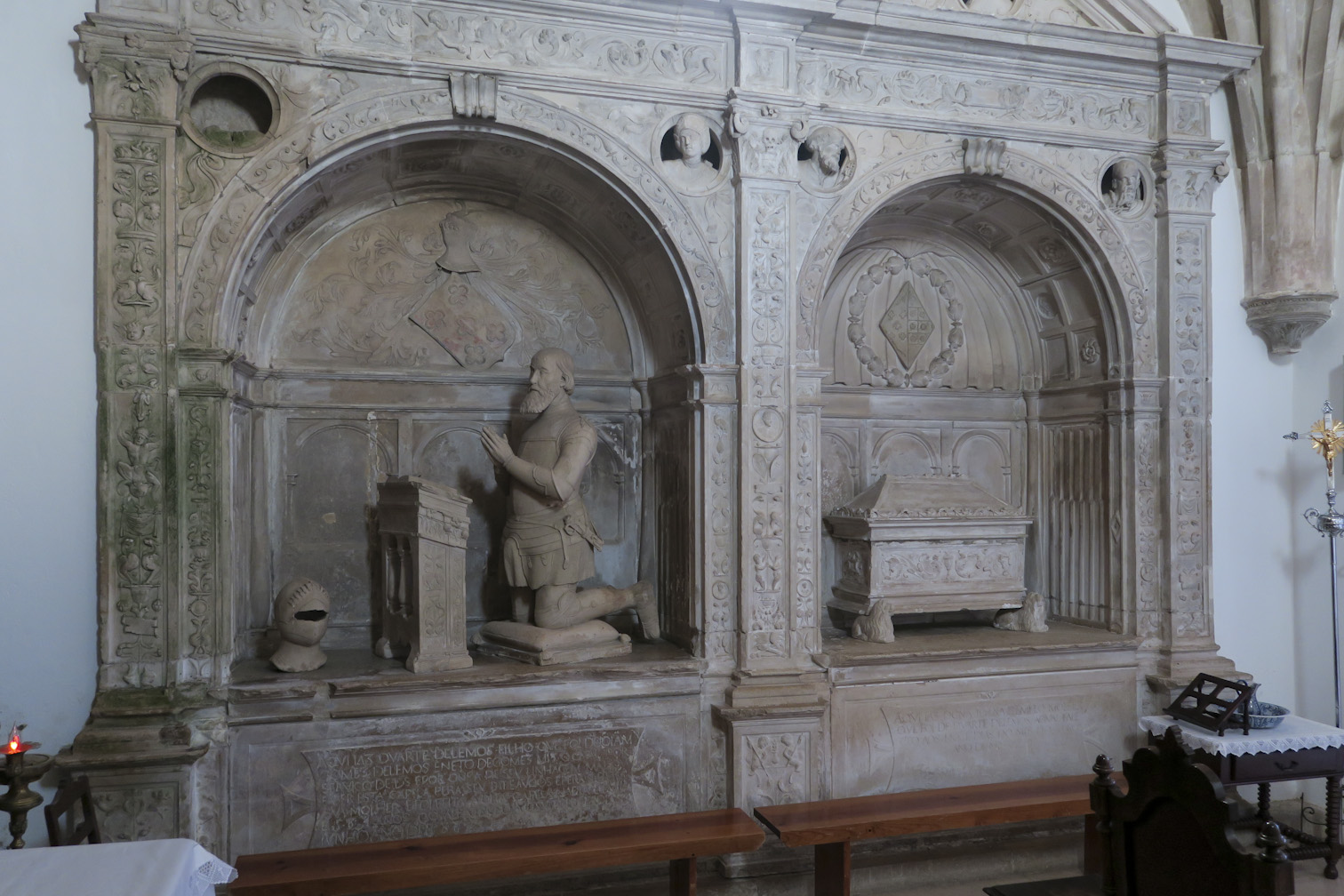
Поховання Лемошів